# Общество Святого Иоанна

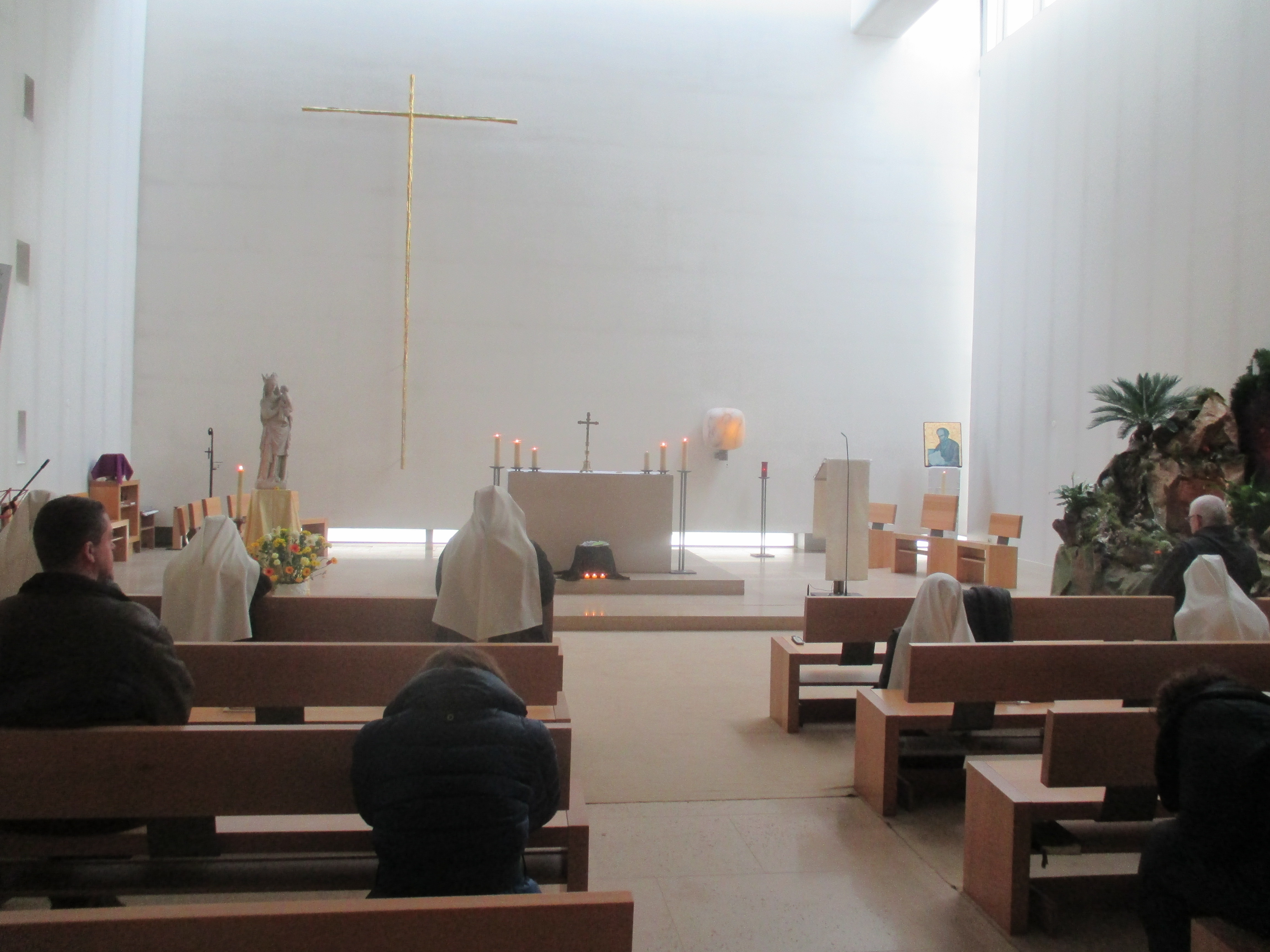
Монахини Святого Иоанна.

Общество Святого Иоанна (Communauté Saint-Jean) католическая конгрегация основана французским доминиканским отцом Мари-Домиником Филиппом (1912-2006) в 1975 году во Фрибурге. 
Братья сообщества - по прозвищу маленькие серые из-за их серого облачения с серым скапулярием похоже на черную одежду бенедиктинцев, на талии они носят кожаный ремень и четки. Созерцательные сестры также носят белую вуаль и апостольские сестры серую.
С 1986 года общество братьев Святого Иоанна религиозный институт епархиального права зависит от епископа Отёна (Autun, Франция), то есть, под властью местной католической церкви.
Они находятся в небольшой общины в России в Нальчике, где они проповедуют, занимают катехизациями и делами с социальной работы и реабилитации.
Число братьев : 524 в мире (60% во Франции) в 2015 году. Существуют также ветви апостольских сестер и созерцательных сестер (около 350) и терциарии, миряне, которые живут в условиях мира.
Духовность конгрегации : богословия святого Иоанна, любимого ученика Христа.

## В России
360022, КБР, г. Нальчик, ул. Толстого, д. 88, кв. 23 а/я 25, Приход Святого Иосифа Римско-Католической Церкви.